# Tautologie (logica)
Een tautologie is een propositie in de propositielogica die alleen al om de regels van de propositielogica altijd waar is. Het begrip tautologie werd door Ludwig Wittgenstein ingevoerd. Bijvoorbeeld de zin:
het regent of het regent niet
Deze zin is altijd waar. In een logische formule ziet deze tautologie er zo uit:
{\displaystyle r\lor \lnot r}
Om te controleren of een logische formule een tautologie is, kan men een waarheidstabel construeren voor de formule. Als blijkt dat de formule waar is voor elke mogelijke toekenning van waar of onwaar aan de atomaire formules, dan is het een tautologie.

## Construeren van tautologieën
In de volgende formules betekent
- {\displaystyle \neg } : niet, negatie, ontkenning
- {\displaystyle A\equiv B} : A is equivalent aan B, equivalentie, gelijkwaardigheid
- {\displaystyle A\rightarrow B} : als A dan B, implicatie, gevolgtrekking
- {\displaystyle A\vee B} : A of B, disjunctie
- {\displaystyle A\wedge B} : A en B, conjunctie

Tautologieën kunnen geconstrueerd worden door logische equivalenties te gebruiken: als {\displaystyle A\equiv B} dan is {\displaystyle A\rightarrow B} een tautologie evenals {\displaystyle B\rightarrow A}. Bijvoorbeeld: {\displaystyle P\rightarrow Q\equiv \neg Q\rightarrow \neg P} wordt {\displaystyle (P\rightarrow Q)\rightarrow (\neg Q\rightarrow \neg P)} en {\displaystyle (\neg Q\rightarrow \neg P)\rightarrow (P\rightarrow Q)}. Hierin is de propositie {\displaystyle P\rightarrow Q\equiv \neg Q\rightarrow \neg P} een voorbeeld van contrapositie.
Een andere manier om tautologieën te construeren is door regels uit de propositielogica te gebruiken. Zo geldt er dat als {\displaystyle A\rightarrow B} en {\displaystyle B\rightarrow C} dat er ook geldt {\displaystyle A\rightarrow C}. Een tautologie kan nu geconstrueerd worden door dit samen te voegen: {\displaystyle (A\rightarrow B)\rightarrow (B\rightarrow C)\rightarrow (A\rightarrow C)}.
Enkele schema's voor tautologieën zijn:
{\displaystyle (P\rightarrow Q)\land (Q\rightarrow R)\rightarrow (P\rightarrow R)}, voorbeeld van transitiviteit
{\displaystyle (P\rightarrow Q)\land (R\rightarrow Q)\rightarrow (P\vee R\rightarrow Q)}
{\displaystyle (P\rightarrow Q)\land (P\rightarrow R)\rightarrow (P\rightarrow Q\wedge R)}
{\displaystyle (P\rightarrow (Q\rightarrow R))\rightarrow (Q\rightarrow (P\rightarrow R))}
{\displaystyle (P\rightarrow (Q\rightarrow R))\rightarrow (P\wedge Q\rightarrow R)}